# Paweł Sendyk
Paweł Sendyk, né le 24 mai 1997 à Gryfino, est un nageur polonais.

## Palmarès

### Jeux européens
- Médaille d'argent en 50m Papillon 2015 à Bakou,  Azerbaïdjan